# 倫瓦簑蘚
倫瓦簑蘚（学名：Macromitrium reinwardtii）为木靈蘚科簑蘚屬下的一个种。